# Fala Lewisa
Fala Lewisa – reakcja autonomicznego układu nerwowego polegająca na okresowej wazodylatacji, naprzemiennej z wazokonstrykcją.
Fala Lewisa wyraża się okresowym, krótkotrwałym rozszerzeniem naczyń krwionośnych, umożliwiającym przepływ krwi do kończyn. Następcze zwężenie naczyń ma na celu utrzymanie wewnętrznej temperatury ciała. Fala Lewisa jest powszechnie obserwowana u ludzi pracujących bez użycia rękawic. Ta wrodzona lub nabyta reakcja pomaga zachować odpowiednią temperaturę dystalnych części kończyny a jednocześnie zapobiega martwicy przy ekspozycji na zimno.
Nazwa fala Lewisa pochodzi od nazwiska Thomasa Lewisa, który opisał zjawisko po raz pierwszy w 1930 roku.

Przeczytaj ostrzeżenie dotyczące informacji medycznych i pokrewnych zamieszczonych w Wikipedii.